# Erissus angulosus
Erissus angulosus är en spindelart som beskrevs av Simon 1895. Erissus angulosus ingår i släktet Erissus och familjen krabbspindlar. Inga underarter finns listade i Catalogue of Life.